# 京都府鴨川条例
京都府鴨川条例（きょうとふかもがわじょうれい、平成19年京都府条例第40号）は、京都府の条例である。2007年7月10日公布、2008年4月1日施行。
目的は、「鴨川等の安心・安全で良好かつ快適な河川環境を実現するための施策を推進し、もって府民の誇りである鴨川等を後世に引き継ぐ」（前文）にある。河川を総合的に規制する条例は全国初である。類似の条例には、高知県の「高知県四万十川の保全及び流域の振興に関する基本条例」（通称「四万十川条例」）がある。

## 構成
- 前文
- 第1章 総則（1 - 5条）
- 第2章 安心・安全の確保（6・7条）
- 第3章 良好な河川環境の保全
  - 第1節 鴨川環境保全区域（8 - 12条）
  - 第2節 良好な景観の形成（13 - 15条）
- 第4章 快適な利用の確保（16 - 23条）
- 第5章 府民協働の推進（24 - 26条）
- 第6章 雑則（27・28条）
- 第7章 罰則（29 - 34条）
- 附則

## 鴨川等
規制場所は「鴨川等」である。この「鴨川等」は、鴨川 (淀川水系)と高野川 (京都市)の両方を含む。また、「鴨川」は、河川法により一級河川淀川水系鴨川に指定された河川を指すため、通例としては賀茂川または加茂川と表記されている部分（高野川との合流点より以北）を含む。

## 規制内容
良好な河川環境の保全の観点から、鴨川の納涼床に関しては、知事が許可を行う審査基準を定める。また、快適な利用の確保の観点から、以下の各行為が規制され、罰則が適用される。
- 自動車等の乗り入れの禁止
- 自転車・バイクの放置の禁止
- 打ち上げ花火等（飛しょうすること、打ち上げること、爆発音を出すことを主とする煙火）の禁止
- 落書きの禁止
- バーベキュー等（火気を用いて食品を焼くこと）の禁止

なお、このうち落書きの禁止は「鴨川等」の区域全域に及ぶが、それ以外は、「鴨川等」の区域のうち京都府告示の形式で示された限定されたエリア内でのみ禁止される。たとえばバーベキューの禁止は、柊野堰堤付近と出町柳駅・賀茂大橋付近の2箇所が禁止区域である
また花火規制は時間帯を問わず規制する。背景には、三条大橋や四条大橋などの周辺の鴨川の河川敷で、大学生など若者による打ち上げ花火が横行し、周辺住民や通行人に花火が当たり怪我人が出る事態が多発するなどしたものの、花火の打ち上げ行為そのものが当時取り締まれなかったことから、周辺住民などから条例制定を求める住民投票が行われたことなどが挙げられる。

## 二重行政
京都市内の自転車撤去につき、道路上については、従来から京都市が京都市自転車等放置防止条例に基づき行っていた。本条例施行後は、河川敷については京都府が行う。これが非効率であると指摘され、府市協調の一環として、府市行政協働パネルで調整されている。